# 앤서니 알포드
앤서니 조셉 알포드(Anthony Joseph Alford, 1994년 7월 20일 ~ )는 미국의 야구 선수이자, 전 KBO 리그 Kt wiz의 외야수이다.

## 미국 프로야구 시절
2017년에 토론토 블루제이스에 입단하였다.

## 한국 프로야구 시절

### kt 위즈시절
2022년 5월 26일에 헨리 라모스를 대체할 외국인 야수로 영입되었다. 2023년 시즌 후 재계약에 실패했다.